# Cincinnatus Leconte
Jean-Jacques Dessalines Michel Cincinnatus Leconte (Saint Michel de l'Attalaye, 29 de setembro de 1854 - Porto Príncipe, 8 de agosto de 1912) foi presidente do Haiti.